# Bradley Covered Bridge
Die Bradley Covered Bridge (auch Miller's Run Covered Bridge genannt) ist eine  überdachte (Stil: King post) historische Straßenbrücke in Lyndon im Caledonia County des US-Bundesstaats Vermont. Sie befindet sich an der Vermont State Route 122.
Die Bradley-Brücke wurde 1878 errichtet und überspannt den Miller Run, einen rechten Nebenfluss des Passumpsic River. Das Dach ist aus Metall gefertigt. Ihre Spannweite beträgt 15,5 Meter, ihre Länge 18,6 Meter und die Höhe 4,4 Meter. Die Brücke, die täglich von etwa 2400 Fahrzeugen überquert wird (Stand: 1998), wurde 1995 komplett saniert.
Die Bradley Covered Bridge wurde am 13. Juni 1977 vom National Register of Historic Places mit der Nummer 77000096 aufgenommen.